# Rattasart Makasoot
Rattasart Makasoot (thailändisch รัฐศาสตร์ เมฆาสูตร; * 17. April 1999 in Phrasaeng), auch als Mos bekannt, ist ein thailändischer Fußballspieler.

## Karriere
Rattasart Makasoot erlernte das Fußballspielen io der Jugend vom Krabi FC. Hier unterschrieb er 2019 auch seinen ersten Vertrag. 2019 spielte der Verein aus Krabi in der Lower Region der dritten Liga. Die Saison 2021/22 spielte Krabi in der Southern Region der Liga. Am Ende der Saison feierte Makasoot mit Krabi die Meisterschaft der Region und anschließend den Aufstieg in die zweite Liga. Sein Zweitligadebüt gab Rattasart Makasoot am 27. August 2022 (3. Spieltag) im Auswärtsspiel gegen den Nakhon Pathom United FC. Hier wurde er in der 66. Minute für Kroekpon Kaewmuean eingewechselt. Das Spiel endete 1:1. Am Ende der Saison 2023/24 belegte er mit dem Klub den letzten Tabellenplatz und musste somit in die dritte Liga absteigen. Nachdem Abstieg verließ er den Verein und schloss sich im Sommer 2024 dem Drittligisten PSU Surat Thani City FC an. Mit dem Verein aus Surat Thani spielte er zwanzigmal in der Southern Region der Liga. Im Sommer 2025 wechselte er nach Songkhla zum Zweitligaaufsteiger Songkhla FC.

## Erfolge
Krabi FC
- Thai League 3 – South: 2021/22  ▲